# Домашняя канарейка
Дома́шняя канаре́йка — одомашненный подвид канарского канареечного вьюрка с Канарских островов (Serinus canaria). Последний в диком состоянии населяет атлантические архипелаги Канарских островов и Азорских островов, а также остров Мадейра; питается, прежде всего, семенами и частями растений, а в период гнездования также насекомыми. В течение более чем 500 лет человек приручил эту певчую птицу, сделав домашним животным. Канарейка — единственное домашнее животное, у которого изменился голосовой аппарат, и тем самым его пение. Это пение сделало канарейку известной, особенно породу гарцский роллер.

## Описание
Канарейка несколько больше, чем её дикий предок, канарский канареечный вьюрок. Певчие и цветные канарейки длиной примерно от 13,5 до 14,5 см. Имеются декоративные канарейки длиной от 11 см до 23 см. Канарейка отличается гармоничной формой вьюрка — круглой сформированной головой и коротким кеглевидным клювом.
Самый известный окрас — жёлтый, однако сегодня имеется множество очень разных цветов оперения (белый, красный, коричневый, светло-коричневый и др.). Красный цвет возник из-за скрещивания канарейки и огненного чижа. Некоторые селекционные формы имеют также хохолок или особые завитки.
Полёт канарейки волнообразный и вместе с тем соответствует картине полёта вьюрков.

## Классификация
Канарейка — единственный подвид канарского канареечного вьюрка. Ближайший родственный вид — канареечный вьюрок. Следующие ближайшие родственники — огненный чиж, чечётка и черноголовый щегол.

## Пение
В тесной связи с пением находится способность слушания канареек. Оптимальная чувствительность составляет от 3200 герц до 4000 Гц. Нижний порог слышимости расположен при 1100 Гц, а верхний при 10 000 Гц. Кроме того, канарейка может отличать последовательности звуков, хранить их в памяти и воспроизводить. Поэтому она может научиться присущему виду пению. Она может подражать звукам и последовательностям звуков других птиц, а также включать чужие шумы в собственное пение.
Пение канарейки начинается с переменного, тихого входа нескольких колен и достигает высшей точки в очень громком туре из жёстких нисходящих элементов. Самец поёт очень длинные, построенные из многих туров или фраз строфы. Колено начинается с переменного, тихого входа нескольких элементов и достигает высшей точки в очень громком туре из жёстких нисходящих элементов. У диких птиц в противоположность гарцскому роллеру отсутствуют глубокие фразы, которые явились результатом селекции. В то же время канарский канареечный вьюрок может иметь в арсенале до 400 элементов и поёт тем самым более разнообразно, чем разведённые формы. Тем не менее в обоих случаях птицу следует приучать к разнообразию звуковых единиц, которое может расширяться на протяжении всей жизни.
1. Пример пения бельгийской канарейки ватершлягера
2. Пример пения испанской канарейки тимбрандоса
3. Пример пения американского сингера (недоступная ссылка)
4. Пример пения русской канарейки

## История одомашнивания
В XVI веке канарейка была впервые завезена с Канарских островов на Фареры, откуда в период Реконкисты попала в Европу, сначала в Кадис, потом в Италию и отсюда распространилась далее на север в качестве комнатной птицы. 
Первоначально, на протяжении почти ста лет испанцы сохраняли монополию на торговлю канарейками (так как Канарские острова являлись владением Испанской империи). Достигалось это просто - место обитания птиц сохраняли в тайне, в другие страны продавали только самцов, а вывоз самок был запрещен. Однако после кораблекрушения в районе порта Ливорно испанского судна (перевозившего партию птиц на продажу) канарейки оказались на свободе и долетели до острова Эльба, на котором они обосновались и начали скрещиваться с местными птицами. В результате появились канарейки-гибриды (в результате скрещивания потомства которых с канарейками, купленными в Испании итальянцы вывели домашних канареек ярко-жёлтого цвета).
Разведение канарейки сильно развито, и имеется много пород. Начиная с XVI столетия канарейка стала быстро распространяться сначала в Италии, потом в Тироле и Германии. От тирольской канарейки, ценившейся, главным образом, по красоте перьев, было выведено много новых пород, причём в Голландии, Франции и Англии, путём подбора, улучшали преимущественно оперение канарейки, в Германии же — музыкальные способности этой птички, обращая особенное внимание на получение хороших певцов. Дарвин упоминает о перечне из 27 разновидностей канареек, известных до 1718 года в одной только Франции.
В Германии изначально наиболее значительное разведение канарейки имело место в Гарце (Санкт-Андреасберг и другие места), Ганновере, Лейпциге, Магдебурге, Франкфурте на Майне, Нюрнберге, Штутгарте и Берлине. Большое число канареек было вывезено из Германии в другие страны, особенно в Северную Америку, Австралию и Россию. В конце XIX — начале XX века ежегодный оборот от всей торговли канарейками в Германии был равен 600 000—750 000 немецких марок. Канарейки среднего достоинства ценились в 15—20 марок, цена хороших певцов достигала 50—100, а для самых лучших (Prima Harzer Roller) даже 150 марок. Расширению разведения канарейки способствовали ежегодные выставки. В Голландии особое внимание при получении новых пород было обращено на форму, в Англии — на цвет канареек. Выводили между прочим оранжево-красных канареек, для чего птиц во время линьки кормили пищей, к которой был примешан кайенский перец. За лучшие экземпляры платили очень значительные суммы. Канареек обучали также различным фокусам, некоторые научались даже подражать человеческой речи. Обыкновенных канареек кормили конопляным и канареечным семенем, прибавляя сахар, бисквиты, зелень и т. п. Гарцских канареек кормили предпочтительно смесью варёного яйца с белым хлебом, с прибавлением во время линьки растёртых конопляных семян, а также давали немного канареечного семени и зелени. Голландские породы кормили преимущественно конопляным, английские — канареечным семенем.
В дореволюционной России (до 1917 года) число любителей канареечного пения постоянно возрастало. Лучшие заводы канареек находились в селе Полотняный Завод Медынского уезда Калужской губернии и в городе Боровске той же губернии, в Туле, в Павлове Нижегородской губернии и в Москве. В селе Полотняный Завод разведением канареек, которое возникло ещё в XIX веке, занималась значительная часть населения, причём сбыт их производился осенью — или на месте скупщикам, или же через развоз хозяевами в Одессу, Харьков, Екатеринослав, Казань и даже Иркутск. Назначив канареек в дорогу, их сортировали по ценам на партии и каждую партию собирали в отдельный мешок, откуда потом пересаживали в дорожные садки особого устройства. Всего из Полотняного Завода вывозили ежегодно до 4000 штук на сумму около 7600 рублей, причём самки ценились от 20 до 40 копеек за штуку, а самцы от 3 до 4 рублей, кроме особенно выдающихся, стоимостью даже до 50 рублей. При разведении канареек их рассаживали в отдельные птичники, в которых устраивали по два гнезда, выстилавшихся ватой или мелкой мочалкой с корпией. Через 2—3 недели самки, приспособив гнездо, клали яйца, высиживали молодых и в течение 2—3 недель кормили их, в чём принимали участие и самцы. После кормления опять начиналось несение яиц, высиживание молодых и так до 3—4, а иногда и до 7 раз в год. Когда молодые самцы начинали петь, их вынимали из птичников и отделяли от самок. Для обучения пению их подвешивали в клетке к старому хорошему певцу или же наигрывали на особом органчике, а также насвистывали на дудочке.
Таким образом, канареек содержат в клетках около 500 лет. Это полностью одомашненные птицы. За последние 500 лет содержания в неволе путём селекции выведено множество цветных, декоративных и певчих канареек. Во многих странах до сих пор продолжается селекционная работа.
Русская порода канареек была зарегистрирована в Министерстве сельского хозяйства Российской Федерации в 2007 году в качестве породы российской селекции.

## Содержание
Канарейка легко приручается, вполне доверчива, поддается «воспитанию» и успешно размножается в домашних условиях. От правильного содержания и ухода за птицей зависит качество и активность пения, размножение, долголетие птицы. Канарейки могут жить в домашних условиях 7—12 лет, содержат их в клетках и вольерах.
Клетки изготавливают из твердой породы древесины: бука, дуба, ясеня и др. Можно пользоваться металлическими клетками: их легче мыть, проще ошпарить. Небольшое распространение имеют клетки из оргстекла. В них птица хорошо просматривается со всех сторон. По форме наиболее удобны прямоугольные клетки. Их можно ставить одну на другую так, что при содержании нескольких птиц в отдельных клетках они не будут видеть друг друга, а значит, не раздражаясь, будут нормально петь. Размеры клеток должны быть такими, чтобы птица в ней могла свободно двигаться, летать и достаточными для того, чтобы можно было установить в ней 1—2 жердочки в один ярус.
Величина клетки 30—35 см в длину, 20—22 см в ширину, высота 27—29 см. Расстояние между прутиками — не более 1,2—1,4 см. Дверка в клетке должна располагаться сбоку. Дно должно быть обязательно двойным, желательно из тонкой нержавеющей стали (внутреннее дно) и обязательно выдвижным, чтобы легче было чистить клетку, менять в ней песок и проводить дезинфекцию.
Кормушки можно ставить на дно клетки, но это чаще всего приводит в антисанитарное состояние корм и клетку. Желательно всё же, чтобы кормушки в клетках были выдвижными. В таком положении легко доставать их при кормлении и птичкам будет меньше беспокойства.
В клетке должен быть насест для птицы, представляющий собой круглые жердочки толщиной не более 1,5 см. Поверхность жердочки оставляется шероховатой, не очищенной. Расстояние между жердочками должно быть таким, чтобы, прыгая с одной на другую, птица могла бы свободно взмахивать крылышками.
Для группового содержания птицы, молодняка используются клетки-садки, пролетные клетки. Размеры пролетных клеток больше обычных. Для перевозки птицы лучше всего пользоваться клеткой-переноской.
Канарейки любят купаться. Купание очищает кожу и укрепляет оперение. Вода для купания должна быть комнатной температуры. Купалку прикрепляют к наружной стороне дверцы так, чтобы вода в клетку не попала. После каждого купания купалку убирают и дверцы закрывают. Купалки следует мыть ежедневно. К купанию канареек надо приучать с раннего возраста, то есть с момента их отсадки от самки — по истечении 30—35-дневного возраста.
Чистить клетки необходимо не реже двух раз в неделю. На это время птицу нужно пересадить — перегнать в другую клетку, поставив клетки открытыми дверцами друг к другу. Весь инвентарь клетки — поддон, кормушки, поилки, жердочки — нужно достать и хорошо промыть горячей водой, потом ошпарить и продезинфицировать раствором хлорофоса, настоем ромашки. Палочки жердочек также ошпарить. Как уже отмечалось, они должны быть внутри полые, чтобы можно было оттуда выколачивать паразитов путём постукивания, вытряхивания на белую бумагу.
После дезинфекции клетку и инвентарь необходимо опять хорошо промыть, ошпарить, вытереть и просушить. Под поддон насыпают сухую ромашку и вставляют его на прежнее место. На поддон (дно клетки) насыпают чистый, сухой речной песок, тонким слоем измельченную яичную скорлупу от сваренного яйца. Песок и яичная скорлупа служат минеральной подкормкой птицы, поддерживают её здоровье и способствуют пищеварению. После этого в кормушки насыпают корм и ставят их на место кормления.
Вода для питья должна быть комнатной температуры. Её наливают в стеклянную или фарфоровую посуду небольшого размера (высота 3—4 см) и ставят на дно клетки в удобном для питья птицы месте. Между прутиками клетки можно вставить маленькие кормушечки в виде наперстка или пластмассовой пробки для периодического подкорма мёдом, тертой морковью, желтком вдобавок к основной пище.
Клетку располагают в хорошо освещенном месте, но не на солнце, не на окне и не на сквозняке. Если комната закрывается, можно и нужно выпускать птицу полетать: вначале 5—10 минут, а затем до 40—45 минут. Можно приучить птичку садиться на руку, на плечо, но это требует большого терпения. К клеткам с канарейками нужно подходить так, чтобы птицы видели вас: разговаривая с ними ровным, ласковым голосом, вы завоюете доверие птицы, можете приучить их даже садиться на руку.

## Селекция
Канарейки уже не одну сотню лет размножаются в клетках. Организм домашней канарейки очень пластичен. Изменяя условия кормления, можно заставить канарейку изменить цвет оперения.
На своей родине, в естественных условиях, у диких канареек период размножения начинается во 2-й половине марта. Лучшее время для спаривания и разведения птенцов в наших условиях — весна (март, апрель, май). В этот период больший световой день, и самка может дольше кормить птенцов. Для получения хорошего потомства необходимо тщательно подбирать самца и самку. Самец (кенар) должен быть крупный, с интересной песней, красивым оперением, активный. Возраст — не менее 1 года. Самка также должна обладать соответствующими качествами. Желательно подбирать в пары самцов от полутора—двух лет и даже до пяти лет, а самок — от 11 месяцев до трёх—четырёх лет. На окраску потомства влияют оба производителя, а на голосовые качества, восприимчивость к песне и слух влияет самец. Это также надо учесть при подборе пары.
Некоторые канароводы-любители практикуют сведение одного самца с двумя—тремя самками и при этом получают нормальные выводки, но для этого требуется большой опыт. Более доступен способ сведения одного самца с одной самкой. Перед спариванием клетку с самцом и клетку с самкой ставят рядом так, чтобы птицы видели друг друга и начали проявлять взаимный интерес. Самцу в этот период ежедневно, в течение 5—6 дней дают дополнительно к зерновому мягкий корм. Увеличивают рацион и самки. Готовых к спариванию птиц сажают в одну клетку. Первым сажают самца, а через день—два к нему подсаживают самку. К этому времени самец освоится с новой обстановкой. Пущенная к самцу самка быстро спаривается с ним и приступает к постройке гнезда. От начала спаривания и постройки гнезда до откладки первого яйца проходит от трёх до десяти дней.
Клетка для спаривания может быть обычной или немного большей. Гнездо можно подвесить в углу клетки изнутри или снаружи, в спокойном месте. В природе у канареек чашевидное гнездо и поэтому канароводы-любители делают такой же формы искусственное гнездо или основу для гнезда, обычно изготовленное из бельевой веревки.
Чтобы самка могла спокойно строить гнездо, ей нужно подложить в клетку собранные в клубочек кусочки нарезанных хлопчатобумажных или льняных ниток размером 2—3 см, маленькие лоскутки льняной или хлопчатобумажной ткани и даже хорошо просушенное мелкое сено. В течение 6—7 дней самка строит гнездо, после чего начинает откладывать яйца. Как только отложено первое яйцо, необходимо убрать оставшийся стройматериал, засыпать свежий песок, очистить садок от накопившегося строительного мусора. Это делают потому, что иногда самка продолжает строить гнездо и при этом разбивает яйцо. Нельзя изменять расположение гнезда или переставлять клетку после того, как самка положит яйцо и особенно после того, как появится птенец или полностью выводок. Если есть в этом крайняя необходимость, надо это делать очень осторожно и только ночью. Бывали случаи, когда самка оставляла гнездо, бросала кормить птенцов. Кладка яиц может продолжаться 4—6 дней. После того как самка отложит 3—4 яйца, самца убирают из клетки, так как самка сама может выкормить птенцов. Но можно оставить самца, и он будет активно помогать самке в высиживании и кормлении птенцов.
Самка-канарейка высиживает птенцов 13 дней. Самцы тоже принимают участие в насиживании яиц. В момент, когда самка уходит на кормежку, он её сменяет. На 14-й день птенцы вылупливаются из яиц. Через 3—4 часа после появления птенцов самка начинает их кормить. Кормят птенцов также оба родителя из клюва. Бывают случаи, когда самец разоряет гнездо, выбрасывает оттуда яйца и даже птенцов. Такого самца надо сразу же отсадить. Главное, чтобы в кормушках всегда был зерновой мягкий корм. Самке в это время вдобавок к зерновой смеси дают мягкий корм — массу из сваренного яйца с растёртым сухарём.
Слетевшие с гнезда детеныши первоначально кажутся неповоротливыми, неумелыми. На 24—28-й день после вывода птенцы, отсаженные от родителей, хорошо отыскивают и поедают мягкий и зерновой корм. Молодые самцы канареек на 35—37-й день после вылета из гнезда начинают запевать (щебетать). Звуки, издаваемые молодым самцом, глубокие, продолжительные и беспрерывные. «Пение» молодой самки более высокое, непродолжительное и отрывистое, с большими перемолчками. Этот период «пения» у молодых птиц очень короткий: 10—12 дней до начала линьки. В период повзросления нужно определить пол птиц. Самцы обычно начинают щебетать, надувая зобик, а самки издают звук «тив-тив». Выявленных самцов нужно отсадить, каждого в отдельную клетку, а самок можно держать вместе в одной клетке. Молодые самцы в возрасте 5—6 месяцев начинают петь неполным и неокрепшим голосом, а к 8—9 месяцам выходят на полный голос. У хорошего кенара песня полностью укрепляется только к двухлетнему возрасту.
Канарейки успешно скрещиваются с другими вьюрковыми птицами, особенно с щеглами. Полученные гибриды обладают хорошими певческими способностями, но потомства не приносят.

## Генетика
Кариотип: 80 хромосом (2n).
Молекулярная генетика
- Депонированные нуклеотидные последовательности в базе данных EntrezNucleotide, GenBank, NCBI, США: 627 017 (по состоянию на 14 марта 2015).
- Депонированные последовательности белков в базе данных EntrezProtein, GenBank, NCBI, США: 17 921 (по состоянию на 14 марта 2015).

Домашней канарейке (вместе с её исходным диким видом канарского канареечного вьюрка) — как генетически одному из наиболее изученных представителей семейства Fringillidae — принадлежит бо́льшая часть депонированных нуклеотидных последовательностей среди вьюрковых и всех воробьинообразных.
Геном: 1,48—1,62 пг (C-value).
В 2014 году было выполнено секвенирование полной геномной последовательности канарейки.

## Шахтёрская канарейка
Длительное время (в Великобритании вплоть до 1987 года) канареек использовали в качестве раннего способа обнаружения в шахтах рудничного газа. Эти птицы очень чувствительны к газам, включая метан и угарный газ, и гибнут даже от незначительной примеси их в воздухе. Шахтеры брали клетку с канарейкой в шахту и во время работы следили за птицей. Также канареек часто использовали горноспасатели, спускавшиеся в аварийные шахты.

## В искусстве и культуре
- «Kanarienvogel-Kantate» Георга Филиппа Телемана от 1737 года — трагикомичная кантата на смерть любимой канарейки.
- Поручик Лукаш, герой романа Ярослава Гашека «Похождения бравого солдата Швейка», держал гарцкую канарейку.
- В стихотворении Маяковского «О дряни» канарейка («оголтелая канареица») изображается как атрибут и символ мещанства.
- В повести Януша Корчака «Король Матиуш Первый» у Матиуша есть ручная канарейка.
- В «Путешествии Голубой Стрелы» Джанни Родари фигурирует игрушечная Канарейка.
- В рассказе В. Драгунского «Белые амадины» у Семёнова есть канарейка лимонного цвета («Лимончик»), которая участвует в конкурсе.
- Кенар Твити, который появлялся в мультсериалах «Looney Tunes» и «Merrie Melodies» от Warner Bros, а также в фильме «Кто подставил кролика Роджера» 1988 года.
- В фильме 2002 года «Стюарт Литтл 2» появляется персонаж Маргало. Она является канарейкой.
- В 2011 году вышел мультфильм «Рио» студии Blue Sky, где присутствует канарейка Нико.
- Кенар Чак, который появляется во всех играх серии Angry Birds, а потом в трейлерах и Angry Birds Toons.
- Канарейка является символом французского футбольного клуба «Нант», а также английского футбольного клуба «Норвич Сити»(птица помещена на герб клуба).